# Clinotanypus paivai
Clinotanypus paivai är en tvåvingeart som först beskrevs av Jean-Jacques Kieffer 1910.  Clinotanypus paivai ingår i släktet Clinotanypus och familjen fjädermyggor. Inga underarter finns listade i Catalogue of Life.